# Human Collateral
Human Collateral er en amerikansk stumfilm fra 1920 af Lawrence C. Windom.

## Medvirkende
- Corinne Griffith som Patricia Langdon
- Webster Campbell som Roderick Duncan
- Maurice Costello som Richard Morton
- William T. Carleton som Stephen Langdon
- Charles Kent som Malcolm Melvin
- Alice Calhoun som Beatrice Bruswick